# 唐朝君主列表
本表主要列出唐高祖李渊建立的“唐朝”政权君主，及追尊未实际统治、不被广泛承认的君主。
包含武则天建立的“武周”政权君主、追尊君主。

## 唐朝
| 肖像                                                           | 庙号                                              | 谥号                                         | 名讳                                               | 在世时间                                  | 在位时间                                  | 年号            | 年号使用时间 | 陵寝   |
| -------------------------------------------------------------- | ------------------------------------------------- | -------------------------------------------- | -------------------------------------------------- | ----------------------------------------- | ----------------------------------------- | --------------- | ------------ | ------ |
|                                                                | －                                                | 德明皇帝 （743年玄宗李隆基追谥）             | 皋陶                                               | ？                                        | －                                        | －              | －           | －     |
| －                                                             | －                                                | 先天太上皇 （743年玄宗李隆基追谥）           | 李敬                                               | 前1229年－前529年                         | －                                        | －              | －           | －     |
|                                                                | －                                                | 太上玄元皇帝 （666年高宗李治追谥）           | 李耳                                               | 前571年－前471年                          | －                                        | －              | －           | －     |
| 大圣祖 （743年玄宗李隆基追尊）                                 | 玄元皇帝 （743年玄宗李隆基追谥）                  |                                              | 李耳                                               | 前571年－前471年                          | －                                        | －              | －           | －     |
| 聖祖 （749年玄宗李隆基改尊）                                   | 大道玄元皇帝 （749年玄宗李隆基改谥）              |                                              | 李耳                                               | 前571年－前471年                          | －                                        | －              | －           | －     |
| 大圣祖 （754年玄宗李隆基改尊）                                 | 高上大道金阙玄元天皇大帝 （754年玄宗李隆基改谥）  |                                              | 李耳                                               | 前571年－前471年                          | －                                        | －              | －           | －     |
|                                                                | 太祖 （西凉李歆尊）                               | 凉武昭王 （西凉李歆谥）                      | 李暠                                               | 351年－417年                              | －                                        | －              | －           | －     |
| －                                                             | 兴圣皇帝 （743年玄宗李隆基追尊谥为唐皇帝）        |                                              | 李暠                                               | 351年－417年                              | －                                        | －              | －           | －     |
| －                                                             | －                                                | 唐宣簡公 （618年高祖李渊追谥）               | 李熙                                               | 426年－461年                              | －                                        | －              | －           | 建初陵 |
| －                                                             | 献祖 （674年高宗李治追尊）                        | 宣皇帝 （674年高宗李治追谥）                 | 李熙                                               | 426年－461年                              | －                                        | －              | －           | 建初陵 |
| －                                                             | －                                                | 唐懿王 （618年高祖李渊追谥）                 | 李天錫                                             | ？                                        | －                                        | －              | －           | 啟運陵 |
| －                                                             | 懿祖 （674年高宗李治追尊）                        | 光皇帝 （674年高宗李治追谥）                 | 李天錫                                             | ？                                        | －                                        | －              | －           | 啟運陵 |
| －                                                             | －                                                | 唐国襄公 （北周追谥）                        | 李虎                                               | ？                                        | －                                        | －              | －           | 永康陵 |
| －                                                             | －                                                | 唐景王 （隋恭帝楊侑追谥）                    | 李虎                                               | ？                                        | －                                        | －              | －           | 永康陵 |
| －                                                             | 太祖 （618年高祖李渊追尊）                        | 景皇帝 （618年高祖李渊追谥）                 | 李虎                                               | ？                                        | －                                        | －              | －           | 永康陵 |
| －                                                             | －                                                | 唐国仁公 （北周谥）                          | 李昞                                               | ？－573年                                 | －                                        | －              | －           | 興寧陵 |
| －                                                             | －                                                | 唐元王 （隋恭帝楊侑追谥）                    | 李昞                                               | ？－573年                                 | －                                        | －              | －           | 興寧陵 |
| －                                                             | 世祖 （618年高祖李渊追尊）                        | 元皇帝 （618年高祖李渊追谥）                 | 李昞                                               | ？－573年                                 | －                                        | －              | －           | 興寧陵 |
|                                                                | 高祖 （635年太宗李世民尊上）                      | 太武皇帝 （635年太宗李世民谥）               | 李渊                                               | 566年4月7日－635年6月25日 （69岁79天）    | 618年6月18日－626年9月4日 （8年78天）     | 武德            | 618年－626年 | 献陵   |
| 神尧皇帝 （674年高宗李治改谥）                                 | 高祖 （635年太宗李世民尊上）                      |                                              | 李渊                                               | 566年4月7日－635年6月25日 （69岁79天）    | 618年6月18日－626年9月4日 （8年78天）     | 武德            | 618年－626年 | 献陵   |
| 神尧大圣皇帝 （749年玄宗李隆基加谥）                           | 高祖 （635年太宗李世民尊上）                      |                                              | 李渊                                               | 566年4月7日－635年6月25日 （69岁79天）    | 618年6月18日－626年9月4日 （8年78天）     | 武德            | 618年－626年 | 献陵   |
| 神尧大圣大光孝皇帝 （754年玄宗李隆基加谥）                     | 高祖 （635年太宗李世民尊上）                      |                                              | 李渊                                               | 566年4月7日－635年6月25日 （69岁79天）    | 618年6月18日－626年9月4日 （8年78天）     | 武德            | 618年－626年 | 献陵   |
|                                                                | 太宗 （649年高宗李治上）                          | 文皇帝 （649年高宗李治初谥）                 | 李世民                                             | 598年1月28日－649年7月10日 （51岁163天）  | 626年9月4日－649年7月10日 （22年309天）   | 贞观            | 627年－649年 | 昭陵   |
| 文武圣皇帝 （674年高宗李治加谥）                               | 太宗 （649年高宗李治上）                          |                                              | 李世民                                             | 598年1月28日－649年7月10日 （51岁163天）  | 626年9月4日－649年7月10日 （22年309天）   | 贞观            | 627年－649年 | 昭陵   |
| 文武大圣皇帝 （749年玄宗李隆基加谥）                           | 太宗 （649年高宗李治上）                          |                                              | 李世民                                             | 598年1月28日－649年7月10日 （51岁163天）  | 626年9月4日－649年7月10日 （22年309天）   | 贞观            | 627年－649年 | 昭陵   |
| 文武大圣大广孝皇帝 （754年玄宗李隆基加谥）                     | 太宗 （649年高宗李治上）                          |                                              | 李世民                                             | 598年1月28日－649年7月10日 （51岁163天）  | 626年9月4日－649年7月10日 （22年309天）   | 贞观            | 627年－649年 | 昭陵   |
|                                                                | 高宗 （684年睿宗李旦尊上）                        | 天皇大帝 （684年睿宗李旦初谥）               | 李治                                               | 628年7月21日－683年12月27日 （55岁159天） | 649年7月15日－683年12月27日 （34年165天） | 永徽            | 650年－655年 | 陵     |
| 显庆                                                           | 高宗 （684年睿宗李旦尊上）                        | 天皇大帝 （684年睿宗李旦初谥）               | 李治                                               | 628年7月21日－683年12月27日 （55岁159天） | 649年7月15日－683年12月27日 （34年165天） | 656年－661年    |              | 陵     |
| 龙朔                                                           | 高宗 （684年睿宗李旦尊上）                        | 天皇大帝 （684年睿宗李旦初谥）               | 李治                                               | 628年7月21日－683年12月27日 （55岁159天） | 649年7月15日－683年12月27日 （34年165天） | 661年－663年    |              | 陵     |
| 麟德                                                           | 高宗 （684年睿宗李旦尊上）                        | 天皇大帝 （684年睿宗李旦初谥）               | 李治                                               | 628年7月21日－683年12月27日 （55岁159天） | 649年7月15日－683年12月27日 （34年165天） | 664年－665年    |              | 陵     |
| 天皇大圣皇帝 （749年玄宗李隆基加谥）                           | 高宗 （684年睿宗李旦尊上）                        | 乾封                                         | 李治                                               | 628年7月21日－683年12月27日 （55岁159天） | 649年7月15日－683年12月27日 （34年165天） | 666年－668年    |              | 陵     |
| 天皇大圣皇帝 （749年玄宗李隆基加谥）                           | 高宗 （684年睿宗李旦尊上）                        | 总章                                         | 李治                                               | 628年7月21日－683年12月27日 （55岁159天） | 649年7月15日－683年12月27日 （34年165天） | 668年－670年    |              | 陵     |
| 天皇大圣皇帝 （749年玄宗李隆基加谥）                           | 高宗 （684年睿宗李旦尊上）                        | 咸亨                                         | 李治                                               | 628年7月21日－683年12月27日 （55岁159天） | 649年7月15日－683年12月27日 （34年165天） | 670年－674年    |              | 陵     |
| 天皇大圣皇帝 （749年玄宗李隆基加谥）                           | 高宗 （684年睿宗李旦尊上）                        | 上元                                         | 李治                                               | 628年7月21日－683年12月27日 （55岁159天） | 649年7月15日－683年12月27日 （34年165天） | 674年－676年    |              | 陵     |
| 天皇大圣皇帝 （749年玄宗李隆基加谥）                           | 高宗 （684年睿宗李旦尊上）                        | 仪凤                                         | 李治                                               | 628年7月21日－683年12月27日 （55岁159天） | 649年7月15日－683年12月27日 （34年165天） | 676年－679年    |              | 陵     |
| 天皇大圣大弘孝皇帝 （754年玄宗李隆基加谥）                     | 高宗 （684年睿宗李旦尊上）                        | 调露                                         | 李治                                               | 628年7月21日－683年12月27日 （55岁159天） | 649年7月15日－683年12月27日 （34年165天） | 679年－680年    |              | 陵     |
| 天皇大圣大弘孝皇帝 （754年玄宗李隆基加谥）                     | 高宗 （684年睿宗李旦尊上）                        | 永隆                                         | 李治                                               | 628年7月21日－683年12月27日 （55岁159天） | 649年7月15日－683年12月27日 （34年165天） | 680年－681年    |              | 陵     |
| 天皇大圣大弘孝皇帝 （754年玄宗李隆基加谥）                     | 高宗 （684年睿宗李旦尊上）                        | 开耀                                         | 李治                                               | 628年7月21日－683年12月27日 （55岁159天） | 649年7月15日－683年12月27日 （34年165天） | 681年－682年    |              | 陵     |
| 天皇大圣大弘孝皇帝 （754年玄宗李隆基加谥）                     | 高宗 （684年睿宗李旦尊上）                        | 永淳                                         | 李治                                               | 628年7月21日－683年12月27日 （55岁159天） | 649年7月15日－683年12月27日 （34年165天） | 682年－683年    |              | 陵     |
| 天皇大圣大弘孝皇帝 （754年玄宗李隆基加谥）                     | 高宗 （684年睿宗李旦尊上）                        | 弘道                                         | 李治                                               | 628年7月21日－683年12月27日 （55岁159天） | 649年7月15日－683年12月27日 （34年165天） | 683年           |              | 陵     |
| －                                                             | 义宗 （705年中宗李显追尊，718年玄宗李隆基去廟號） | 孝敬皇帝 （675年高宗李治谥）                 | 李弘                                               | 652年－675年                              | －                                        | －              | －           | 恭陵   |
|                                                                | 中宗 （710年睿宗李旦尊上）                        | 孝和皇帝 （710年睿宗李旦初諡）               | 李显 （曾改名李哲）                                | 656年11月26日－710年7月3日 （53岁219天）  | 684年1月3日－684年2月26日 （54天）        | 嗣圣            | 684年        | 定陵   |
| 孝和大圣皇帝 （749年玄宗李隆基加谥）                           | 中宗 （710年睿宗李旦尊上）                        |                                              | 李显 （曾改名李哲）                                | 656年11月26日－710年7月3日 （53岁219天）  | 684年1月3日－684年2月26日 （54天）        | 嗣圣            | 684年        | 定陵   |
| 大和大圣大昭孝皇帝 （754年玄宗李隆基加谥）                     | 中宗 （710年睿宗李旦尊上）                        |                                              | 李显 （曾改名李哲）                                | 656年11月26日－710年7月3日 （53岁219天）  | 684年1月3日－684年2月26日 （54天）        | 嗣圣            | 684年        | 定陵   |
|                                                                | 睿宗 （716年玄宗李隆基尊上）                      | 大圣真皇帝 （716年玄宗李隆基初谥）           | 李旦 （初名李旭轮、李轮）                          | 662年6月22日－716年7月13日 （54岁21天）   | 684年2月27日－690年10月16日 （6年231天）  | 文明            | 684年        | 桥陵   |
| 玄真大圣皇帝 （749年玄宗李隆基加谥）                           | 睿宗 （716年玄宗李隆基尊上）                      | 光宅                                         | 李旦 （初名李旭轮、李轮）                          | 662年6月22日－716年7月13日 （54岁21天）   | 684年2月27日－690年10月16日 （6年231天）  | 684年－688年    |              | 桥陵   |
| 玄真大圣大兴孝皇帝 （754年玄宗李隆基加谥）                     | 睿宗 （716年玄宗李隆基尊上）                      | 永昌                                         | 李旦 （初名李旭轮、李轮）                          | 662年6月22日－716年7月13日 （54岁21天）   | 684年2月27日－690年10月16日 （6年231天）  | 689年           |              | 桥陵   |
| 玄真大圣大兴孝皇帝 （754年玄宗李隆基加谥）                     | 睿宗 （716年玄宗李隆基尊上）                      | 载初                                         | 李旦 （初名李旭轮、李轮）                          | 662年6月22日－716年7月13日 （54岁21天）   | 684年2月27日－690年10月16日 （6年231天）  | 689年－690年    |              | 桥陵   |
| 武后称帝，改国号为周                                           |                                                   |                                              |                                                    |                                           |                                           |                 |              |        |
|                                                                | 中宗                                              | 大和大圣大昭孝皇帝                           | 李显 （复位，复唐国号）                            | 656年11月26日－710年7月3日 （53岁219天）  | 705年2月23日－710年7月3日 （5年130天）    | 神龍            | 705年－707年 | 定陵   |
| 景龍                                                           | 中宗                                              | 大和大圣大昭孝皇帝                           | 李显 （复位，复唐国号）                            | 656年11月26日－710年7月3日 （53岁219天）  | 705年2月23日－710年7月3日 （5年130天）    | 707年－710年    |              | 定陵   |
| －                                                             |                                                   | 殇皇帝 （714年玄宗李隆基谥）                 | 李重茂                                             | 695年－714年                              | 710年                                     | 唐隆            | 710年        | 不明   |
|                                                                | 睿宗                                              | 玄真大圣大兴孝皇帝                           | 李旦 （复位）                                      | 662年6月22日－716年7月13日 （54岁21天）   | 710年7月25日－712年9月8日 （2年45天）     | 景雲            | 710年－711年 | 桥陵   |
| 太極                                                           | 睿宗                                              | 玄真大圣大兴孝皇帝                           | 李旦 （复位）                                      | 662年6月22日－716年7月13日 （54岁21天）   | 710年7月25日－712年9月8日 （2年45天）     | 712年           |              | 桥陵   |
| 延和                                                           | 睿宗                                              | 玄真大圣大兴孝皇帝                           | 李旦 （复位）                                      | 662年6月22日－716年7月13日 （54岁21天）   | 710年7月25日－712年9月8日 （2年45天）     | 712年           |              | 桥陵   |
| －                                                             | －                                                | －                                           | 李重福 （原为谯王）                                | 680年－710年                              | 710年                                     | 中元克复        | 710年        | －     |
| －                                                             | －                                                | 让皇帝 （741年玄宗李隆基追谥）               | 李憲 （初名李成器）                                | 679年－741年                              | －                                        | －              | －           | 惠陵   |
|                                                                | 玄宗 （763年代宗李豫追谥）                        | 至道大聖大明孝皇帝 （763年代宗李豫追谥）     | 李隆基                                             | 685年9月8日－762年5月3日 （76岁237天）    | 712年9月8日－756年8月1日 （43年328天）    | 先天            | 712年－713年 | 泰陵   |
| 开元                                                           | 玄宗 （763年代宗李豫追谥）                        | 至道大聖大明孝皇帝 （763年代宗李豫追谥）     | 李隆基                                             | 685年9月8日－762年5月3日 （76岁237天）    | 712年9月8日－756年8月1日 （43年328天）    | 713年－741年    |              | 泰陵   |
| 天寶                                                           | 玄宗 （763年代宗李豫追谥）                        | 至道大聖大明孝皇帝 （763年代宗李豫追谥）     | 李隆基                                             | 685年9月8日－762年5月3日 （76岁237天）    | 712年9月8日－756年8月1日 （43年328天）    | 742年－756年    |              | 泰陵   |
| －                                                             | －                                                | 靖德太子 （752年玄宗李隆基谥）               | 李琮 （初名李嗣直、李潭）                          | ？－752年                                 | －                                        | －              | －           | 齊陵   |
| －                                                             | －                                                | 奉天皇帝 （762年肃宗李亨追谥）               | 李琮 （初名李嗣直、李潭）                          | ？－752年                                 | －                                        | －              | －           | 齊陵   |
|                                                                | 肅宗 （763年代宗李豫尊上）                        | 文明武德大圣大宣孝皇帝 （763年代宗李豫谥）   | 李亨 （初名李嗣升，后改李浚，再改李璵）            | 711年10月19日－762年5月16日 （50岁209天） | 756年8月12日－762年5月16日 （5年277天）   | 至德            | 756年－758年 | 建陵   |
| 乾元                                                           | 肅宗 （763年代宗李豫尊上）                        | 文明武德大圣大宣孝皇帝 （763年代宗李豫谥）   | 李亨 （初名李嗣升，后改李浚，再改李璵）            | 711年10月19日－762年5月16日 （50岁209天） | 756年8月12日－762年5月16日 （5年277天）   | 758年－760年    |              | 建陵   |
| 上元                                                           | 肅宗 （763年代宗李豫尊上）                        | 文明武德大圣大宣孝皇帝 （763年代宗李豫谥）   | 李亨 （初名李嗣升，后改李浚，再改李璵）            | 711年10月19日－762年5月16日 （50岁209天） | 756年8月12日－762年5月16日 （5年277天）   | 760年－761年    |              | 建陵   |
| －                                                             | 肅宗 （763年代宗李豫尊上）                        | 文明武德大圣大宣孝皇帝 （763年代宗李豫谥）   | 李亨 （初名李嗣升，后改李浚，再改李璵）            | 711年10月19日－762年5月16日 （50岁209天） | 756年8月12日－762年5月16日 （5年277天）   | 761年－762年    |              | 建陵   |
| －                                                             | －                                                | 承天皇帝 （768年代宗李豫追谥）               | 李倓                                               | ？－757年                                 | －                                        | －              | －           | 順陵   |
|                                                                | 代宗 （779年德宗李适尊）                          | 睿文孝武皇帝 （779年德宗李适谥）             | 李豫 （初名李俶）                                  | 726年11月11日－779年6月10日 （52岁211天） | 762年5月18日－779年6月10日 （17年23天）   | 寶應            | 762年－763年 | 元陵   |
| 廣德                                                           | 代宗 （779年德宗李适尊）                          | 睿文孝武皇帝 （779年德宗李适谥）             | 李豫 （初名李俶）                                  | 726年11月11日－779年6月10日 （52岁211天） | 762年5月18日－779年6月10日 （17年23天）   | 763年－764年    |              | 元陵   |
| 永泰                                                           | 代宗 （779年德宗李适尊）                          | 睿文孝武皇帝 （779年德宗李适谥）             | 李豫 （初名李俶）                                  | 726年11月11日－779年6月10日 （52岁211天） | 762年5月18日－779年6月10日 （17年23天）   | 765年－766年    |              | 元陵   |
| 大曆                                                           | 代宗 （779年德宗李适尊）                          | 睿文孝武皇帝 （779年德宗李适谥）             | 李豫 （初名李俶）                                  | 726年11月11日－779年6月10日 （52岁211天） | 762年5月18日－779年6月10日 （17年23天）   | 766年－779年    |              | 元陵   |
| －                                                             | －                                                | －                                           | 李承宏 （原为廣武王）                              | ？                                        | 763年                                     |                 | 763年        |        |
|                                                                | 德宗 （805年憲宗李純尊上）                        | 神武孝文皇帝 （805年憲宗李純谥）             | 李适                                               | 742年5月27日－805年2月25日 （62岁274天）  | 779年6月12日－805年2月25日 （25年258天）  | 建中            | 780年－783年 | 崇陵   |
| 興元                                                           | 德宗 （805年憲宗李純尊上）                        | 神武孝文皇帝 （805年憲宗李純谥）             | 李适                                               | 742年5月27日－805年2月25日 （62岁274天）  | 779年6月12日－805年2月25日 （25年258天）  | 784年           |              | 崇陵   |
| 貞元                                                           | 德宗 （805年憲宗李純尊上）                        | 神武孝文皇帝 （805年憲宗李純谥）             | 李适                                               | 742年5月27日－805年2月25日 （62岁274天）  | 779年6月12日－805年2月25日 （25年258天）  | 785年－805年    |              | 崇陵   |
| －                                                             | 順宗 （806年憲宗李純尊上）                        | 至德大圣大安孝皇帝 （806年憲宗李純初谥）     | 李誦                                               | 761年2月21日－806年2月11日 （44岁355天）  | 805年2月28日－805年8月31日 （184天）      | 永貞            | 805年        | 丰陵   |
| －                                                             | 順宗 （806年憲宗李純尊上）                        | 至德弘道大圣大安孝皇帝 （849年宣宗李忱加谥） | 李誦                                               | 761年2月21日－806年2月11日 （44岁355天）  | 805年2月28日－805年8月31日 （184天）      | 永貞            | 805年        | 丰陵   |
|                                                                | 憲宗 （820年穆宗李恆尊上）                        | 圣神章武孝皇帝 （820年穆宗李恆初谥）         | 李純 （初名李淳）                                  | 778年3月17日－820年2月14日 （41岁334天）  | 805年9月5日－820年2月14日 （14年162天）   | 元和            | 806年－820年 | 景陵   |
| 昭文章武大圣至神孝皇帝 （849年宣宗李忱加谥）                   | 憲宗 （820年穆宗李恆尊上）                        |                                              | 李純 （初名李淳）                                  | 778年3月17日－820年2月14日 （41岁334天）  | 805年9月5日－820年2月14日 （14年162天）   | 元和            | 806年－820年 | 景陵   |
|                                                                | 穆宗 （824年敬宗李湛尊上）                        | 睿圣文惠孝皇帝 （824年敬宗李湛谥）           | 李恆 （初名李宥）                                  | 795年7月26日－824年2月25日 （28岁214天）  | 820年2月20日－824年2月25日 （4年5天）     | 長慶            | 821年－824年 | 光陵   |
|                                                                | 敬宗 （827年文宗李昂尊上）                        | 睿武昭愍孝皇帝 （827年文宗李昂谥）           | 李湛                                               | 809年7月22日－827年1月9日 （17岁171天）   | 824年2月29日－827年1月9日 （2年315天）    | 寶曆            | 824年－826年 | 莊陵   |
| －                                                             | －                                                | －                                           | 李悟 （原为绛王）                                  | ？－826年                                 | 826年                                     | －              | 826年        |        |
|                                                                | 文宗 （840年武宗李炎尊上）                        | 元聖昭獻孝皇帝 （840年武宗李炎谥）           | 李昂 （初名李涵）                                  | 809年11月20日－840年2月10日 （30岁82天）  | 827年1月13日－840年2月10日 （13年28天）   | 寶曆            | 826年        | 章陵   |
| 大和                                                           | 文宗 （840年武宗李炎尊上）                        | 元聖昭獻孝皇帝 （840年武宗李炎谥）           | 李昂 （初名李涵）                                  | 809年11月20日－840年2月10日 （30岁82天）  | 827年1月13日－840年2月10日 （13年28天）   | 827年－835年    |              | 章陵   |
| 開成                                                           | 文宗 （840年武宗李炎尊上）                        | 元聖昭獻孝皇帝 （840年武宗李炎谥）           | 李昂 （初名李涵）                                  | 809年11月20日－840年2月10日 （30岁82天）  | 827年1月13日－840年2月10日 （13年28天）   | 836年－840年    |              | 章陵   |
|                                                                | 武宗 （846年宣宗李忱尊上）                        | 至道昭肅孝皇帝 （846年宣宗李忱谥）           | 李炎 （初名李瀍）                                  | 814年7月2日－846年4月22日 （31岁294天）   | 840年2月20日－846年4月22日 （6年61天）    | 會昌            | 841年－846年 | 端陵   |
|                                                                | 宣宗 （860年懿宗李漼尊上）                        | 聖武獻文孝皇帝 （860年懿宗李漼初谥）         | 李忱 （初名李怡）                                  | 810年7月27日－859年9月10日 （49岁45天）   | 846年4月22日－859年9月10日 （13年141天）  | 大中            | 847年－859年 | 贞陵   |
| 元圣至明成武献文睿智章仁神聪懿道大孝皇帝 （872年懿宗李漼加谥） | 宣宗 （860年懿宗李漼尊上）                        |                                              | 李忱 （初名李怡）                                  | 810年7月27日－859年9月10日 （49岁45天）   | 846年4月22日－859年9月10日 （13年141天）  | 大中            | 847年－859年 | 贞陵   |
|                                                                | 懿宗 （874年僖宗李儇尊上）                        | 昭聖恭惠孝皇帝 （874年僖宗李儇谥）           | 李漼 （初名李温）                                  | 833年12月28日－873年8月15日 （39岁230天） | 859年9月13日－873年8月15日 （13年336天）  | 大中            | 859年        | 简陵   |
| 咸通                                                           | 懿宗 （874年僖宗李儇尊上）                        | 昭聖恭惠孝皇帝 （874年僖宗李儇谥）           | 李漼 （初名李温）                                  | 833年12月28日－873年8月15日 （39岁230天） | 859年9月13日－873年8月15日 （13年336天）  | 860年－873年    |              | 简陵   |
|                                                                | 僖宗 （888年昭宗李曄尊上）                        | 惠聖恭定孝皇帝 （888年昭宗李曄谥）           | 李儇 （初名李儼）                                  | 862年6月8日－888年4月20日 （25岁317天）   | 873年8月16日－888年4月20日 （14年248天）  | 咸通 （未改元） | 873年－874年 | 靖陵   |
| 乾符                                                           | 僖宗 （888年昭宗李曄尊上）                        | 惠聖恭定孝皇帝 （888年昭宗李曄谥）           | 李儇 （初名李儼）                                  | 862年6月8日－888年4月20日 （25岁317天）   | 873年8月16日－888年4月20日 （14年248天）  | 874年－879年    |              | 靖陵   |
| 廣明                                                           | 僖宗 （888年昭宗李曄尊上）                        | 惠聖恭定孝皇帝 （888年昭宗李曄谥）           | 李儇 （初名李儼）                                  | 862年6月8日－888年4月20日 （25岁317天）   | 873年8月16日－888年4月20日 （14年248天）  | 880年－881年    |              | 靖陵   |
| 中和                                                           | 僖宗 （888年昭宗李曄尊上）                        | 惠聖恭定孝皇帝 （888年昭宗李曄谥）           | 李儇 （初名李儼）                                  | 862年6月8日－888年4月20日 （25岁317天）   | 873年8月16日－888年4月20日 （14年248天）  | 881年－885年    |              | 靖陵   |
| 光啟                                                           | 僖宗 （888年昭宗李曄尊上）                        | 惠聖恭定孝皇帝 （888年昭宗李曄谥）           | 李儇 （初名李儼）                                  | 862年6月8日－888年4月20日 （25岁317天）   | 873年8月16日－888年4月20日 （14年248天）  | 885年－888年    |              | 靖陵   |
| 文德                                                           | 僖宗 （888年昭宗李曄尊上）                        | 惠聖恭定孝皇帝 （888年昭宗李曄谥）           | 李儇 （初名李儼）                                  | 862年6月8日－888年4月20日 （25岁317天）   | 873年8月16日－888年4月20日 （14年248天）  | 888年           |              | 靖陵   |
| －                                                             | －                                                | －                                           | 李熅 （原为襄王）                                  | ？－886年                                 | 886年                                     | 建贞            | 886年        |        |
|                                                                | 昭宗 （905年哀帝李柷初上）                        | 聖穆景文孝皇帝 （905年哀帝李柷初谥）         | 李曄 （初名李傑，即位後改李敏，再改李曄）          | 867年3月31日－904年9月22日 （37岁175天）  | 888年4月22日－901年3月1日 （12年313天）   | 龍紀            | 889年        | 和陵   |
| 襄宗 （905年哀帝李柷改上庙号）                                 | 恭靈莊閔孝皇帝 （905年哀帝李柷改谥）              | 大順                                         | 李曄 （初名李傑，即位後改李敏，再改李曄）          | 867年3月31日－904年9月22日 （37岁175天）  | 888年4月22日－901年3月1日 （12年313天）   | 890年－891年    |              | 和陵   |
| 襄宗 （905年哀帝李柷改上庙号）                                 | 恭靈莊閔孝皇帝 （905年哀帝李柷改谥）              | 景福                                         | 李曄 （初名李傑，即位後改李敏，再改李曄）          | 867年3月31日－904年9月22日 （37岁175天）  | 888年4月22日－901年3月1日 （12年313天）   | 892年－893年    |              | 和陵   |
| 昭宗 （923年后唐庄宗李存勖追复庙号）                           | 聖穆景文孝皇帝 （923年后唐庄宗李存勖追复谥）      | 乾寧                                         | 李曄 （初名李傑，即位後改李敏，再改李曄）          | 867年3月31日－904年9月22日 （37岁175天）  | 888年4月22日－901年3月1日 （12年313天）   | 894年－898年    |              | 和陵   |
| 昭宗 （923年后唐庄宗李存勖追复庙号）                           | 聖穆景文孝皇帝 （923年后唐庄宗李存勖追复谥）      | 光化                                         | 李曄 （初名李傑，即位後改李敏，再改李曄）          | 867年3月31日－904年9月22日 （37岁175天）  | 888年4月22日－901年3月1日 （12年313天）   | 898年－901年    |              | 和陵   |
| －                                                             | －                                                | －                                           | 李𥙿 （本名李祐，改名李缜） （原为德王）           | ？－905年                                 | 900年－901年                              | 光化 （未改元） | 900年－901年 |        |
|                                                                | 昭宗                                              | 聖穆景文孝皇帝                               | 李曄 （初名李傑，即位後改李敏，再改李曄） （复位） | 867年3月31日－904年9月22日 （37岁175天）  | 901年3月1日－904年9月22日 （3年205天）    | 天復            | 901年－904年 | 和陵   |
| 天祐                                                           | 昭宗                                              | 聖穆景文孝皇帝                               | 李曄 （初名李傑，即位後改李敏，再改李曄） （复位） | 867年3月31日－904年9月22日 （37岁175天）  | 901年3月1日－904年9月22日 （3年205天）    | 904年           |              | 和陵   |
| －                                                             | －                                                | 哀皇帝 （908年后梁太祖朱晃谥）               | 李柷 （初名李祚）                                  | 892年10月27日－908年3月26日 （15岁151天） | 904年9月27日－907年5月12日 （2年227天）   | 天祐 （未改元） | 904年－907年 | 温陵   |
| －                                                             | －                                                | 昭宣光烈孝皇帝 （929年后唐明宗李嗣源追谥）   | 李柷 （初名李祚）                                  | 892年10月27日－908年3月26日 （15岁151天） | 904年9月27日－907年5月12日 （2年227天）   | 天祐 （未改元） | 904年－907年 | 温陵   |

## 武周
| 肖像                            | 庙号                | 谥号                          | 名讳   | 在世时间           | 在位时间     | 年号         | 年号使用时间 | 陵寝 |
| ------------------------------- | ------------------- | ----------------------------- | ------ | ------------------ | ------------ | ------------ | ------------ | ---- |
|                                 | －                  | 齊聖皇帝 （武则天追谥）       | 姒啟   | ？                 | －           | －           | －           | －   |
|                                 | 始祖 （武则天追尊） | 文皇帝 （武则天追谥）         | 姬昌   | 前1152年－前1046年 | －           | －           | －           | 德陵 |
| －                              | 睿祖 （武则天追尊） | 康皇帝 （武则天追谥）         | 姬某   | ？                 | －           | －           | －           | 乔陵 |
| －                              | 嚴祖 （武则天追尊） | 成皇帝 （武则天追谥）         | 武克己 | ？                 | －           | －           | －           | 节陵 |
| －                              | 肅祖 （武则天追尊） | 章敬皇帝 （武则天追谥）       | 武居常 | ？                 | －           | －           | －           | 简陵 |
| －                              | 烈祖 （武则天追尊） | 渾元昭安皇帝 （武则天追谥）   | 武儉   | ？                 | －           | －           | －           | 靖陵 |
| －                              | 顯祖 （武则天追尊） | 立極文穆皇帝 （武则天追谥）   | 武華   | ？                 | －           | －           | －           | 永陵 |
| －                              | 太祖 （武则天追尊） | 無上孝明高皇帝 （武则天追谥） | 武士彠 | 559年－635年       | －           | －           | －           | 昊陵 |
|                                 | －                  | 則天大聖皇后                  | 武曌   | 624年－705年       | 690年－705年 | 天授         | 690年－692年 | 陵   |
| 如意                            | －                  | 則天大聖皇后                  | 武曌   | 624年－705年       | 690年－705年 | 692年        |              | 陵   |
| 天后 （中宗李显改谥）           | －                  | 长寿                          | 武曌   | 624年－705年       | 690年－705年 | 692年－694年 |              | 陵   |
| 天后 （中宗李显改谥）           | －                  | 延载                          | 武曌   | 624年－705年       | 690年－705年 | 694年        |              | 陵   |
| 大圣天后 （睿宗李旦加谥）       | －                  | 證聖                          | 武曌   | 624年－705年       | 690年－705年 | 695年        |              | 陵   |
| 大圣天后 （睿宗李旦加谥）       | －                  | 天冊萬歲                      | 武曌   | 624年－705年       | 690年－705年 | 695年        |              | 陵   |
| 天后圣帝 （睿宗李旦改谥）       | －                  | 萬歲登封                      | 武曌   | 624年－705年       | 690年－705年 | 695年－696年 |              | 陵   |
| 天后圣帝 （睿宗李旦改谥）       | －                  | 萬歲通天                      | 武曌   | 624年－705年       | 690年－705年 | 696年－697年 |              | 陵   |
| 圣后 （睿宗李旦改谥）           | －                  | 神功                          | 武曌   | 624年－705年       | 690年－705年 | 697年        |              | 陵   |
| 圣后 （睿宗李旦改谥）           | －                  | 聖曆                          | 武曌   | 624年－705年       | 690年－705年 | 698年－700年 |              | 陵   |
| 则天皇后 （玄宗李隆基改谥）     | －                  | 久視                          | 武曌   | 624年－705年       | 690年－705年 | 700年－701年 |              | 陵   |
| 则天皇后 （玄宗李隆基改谥）     | －                  | 大足                          | 武曌   | 624年－705年       | 690年－705年 | 701年        |              | 陵   |
| 则天顺圣皇后 （玄宗李隆基加谥） | －                  | 长安                          | 武曌   | 624年－705年       | 690年－705年 | 701年－705年 |              | 陵   |
| 则天顺圣皇后 （玄宗李隆基加谥） | －                  | 神龙                          | 武曌   | 624年－705年       | 690年－705年 | 705年        |              | 陵   |